# Arnika górska

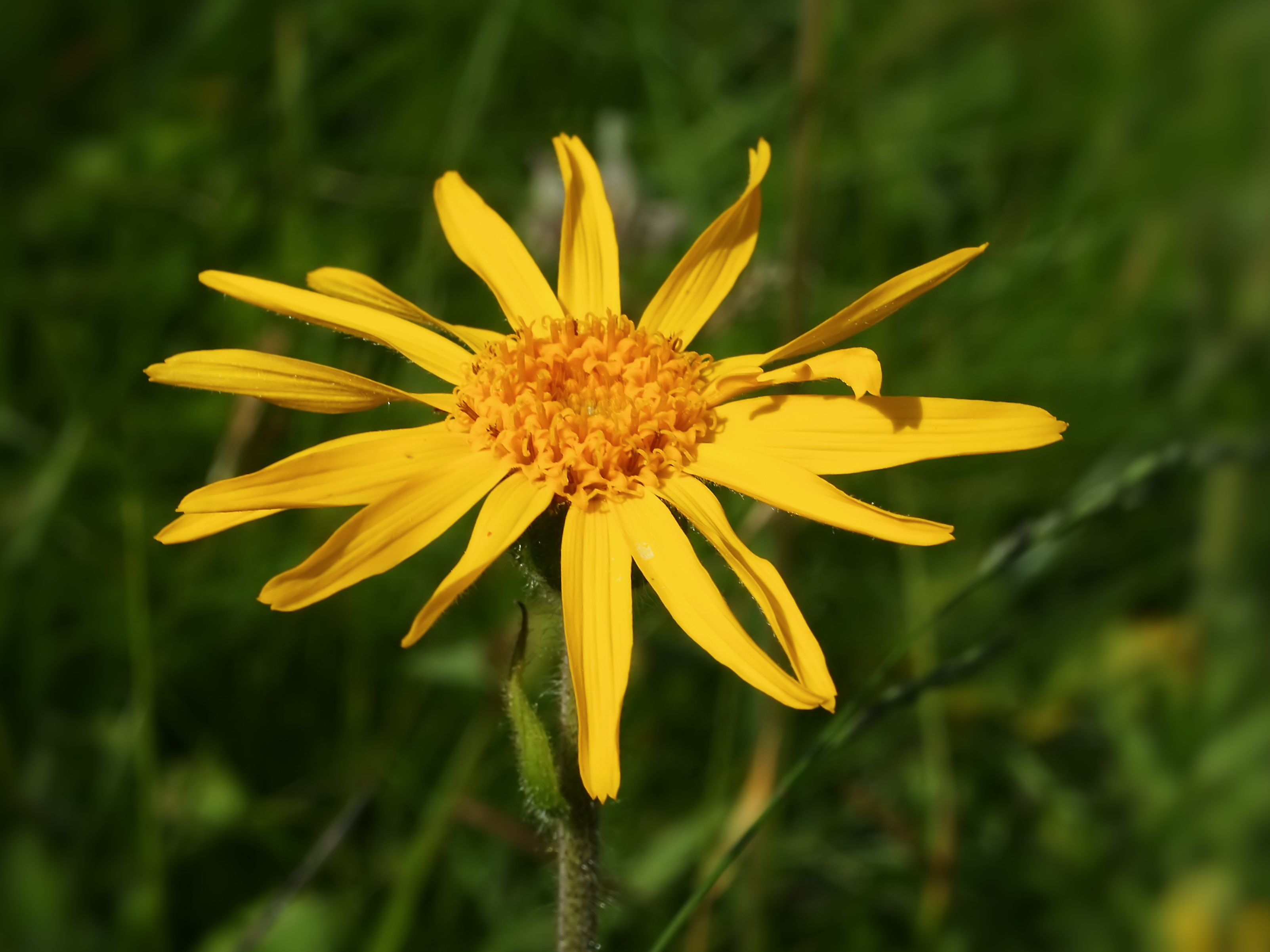
Kwiatostan arniki

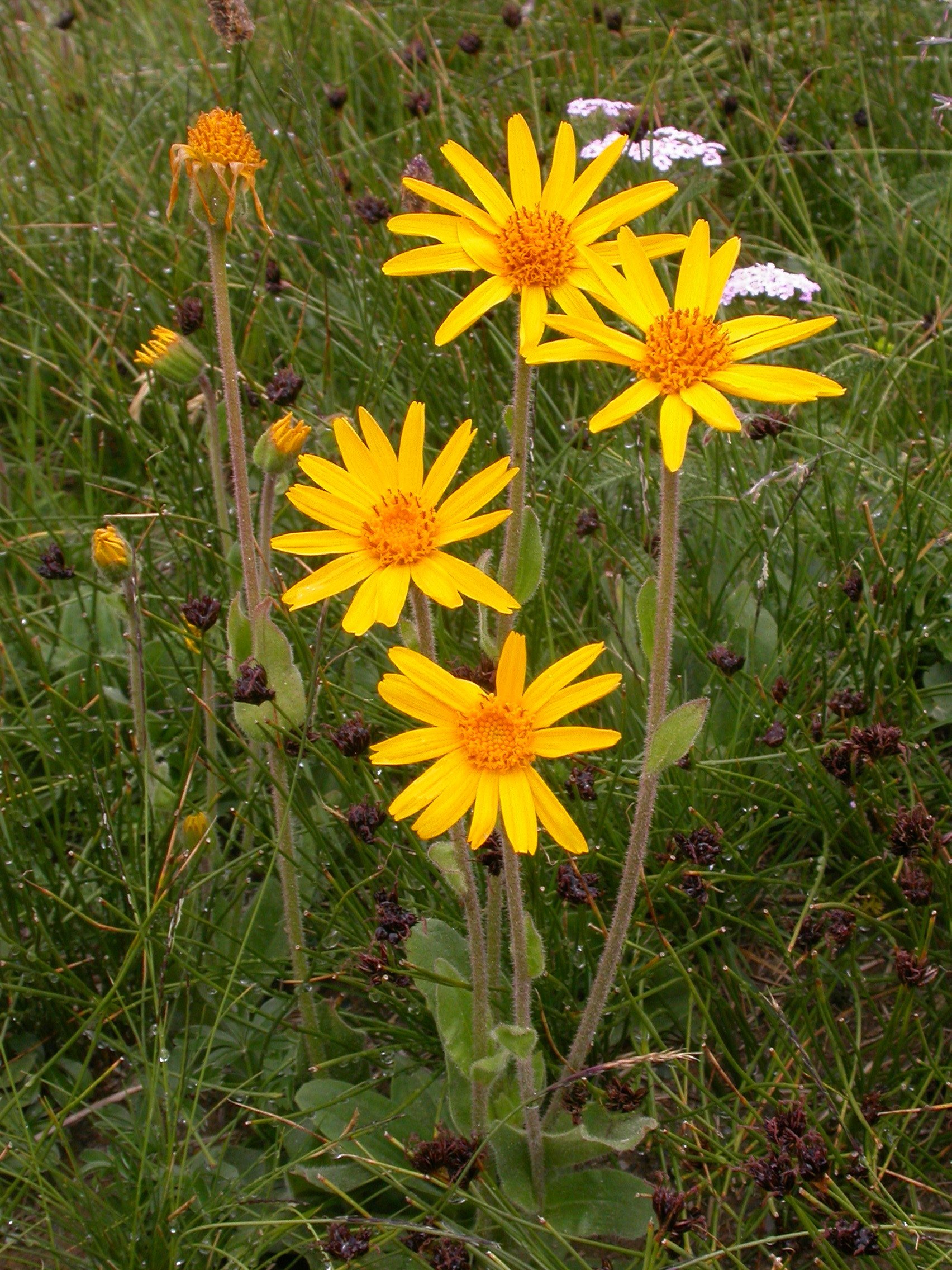
Pokrój

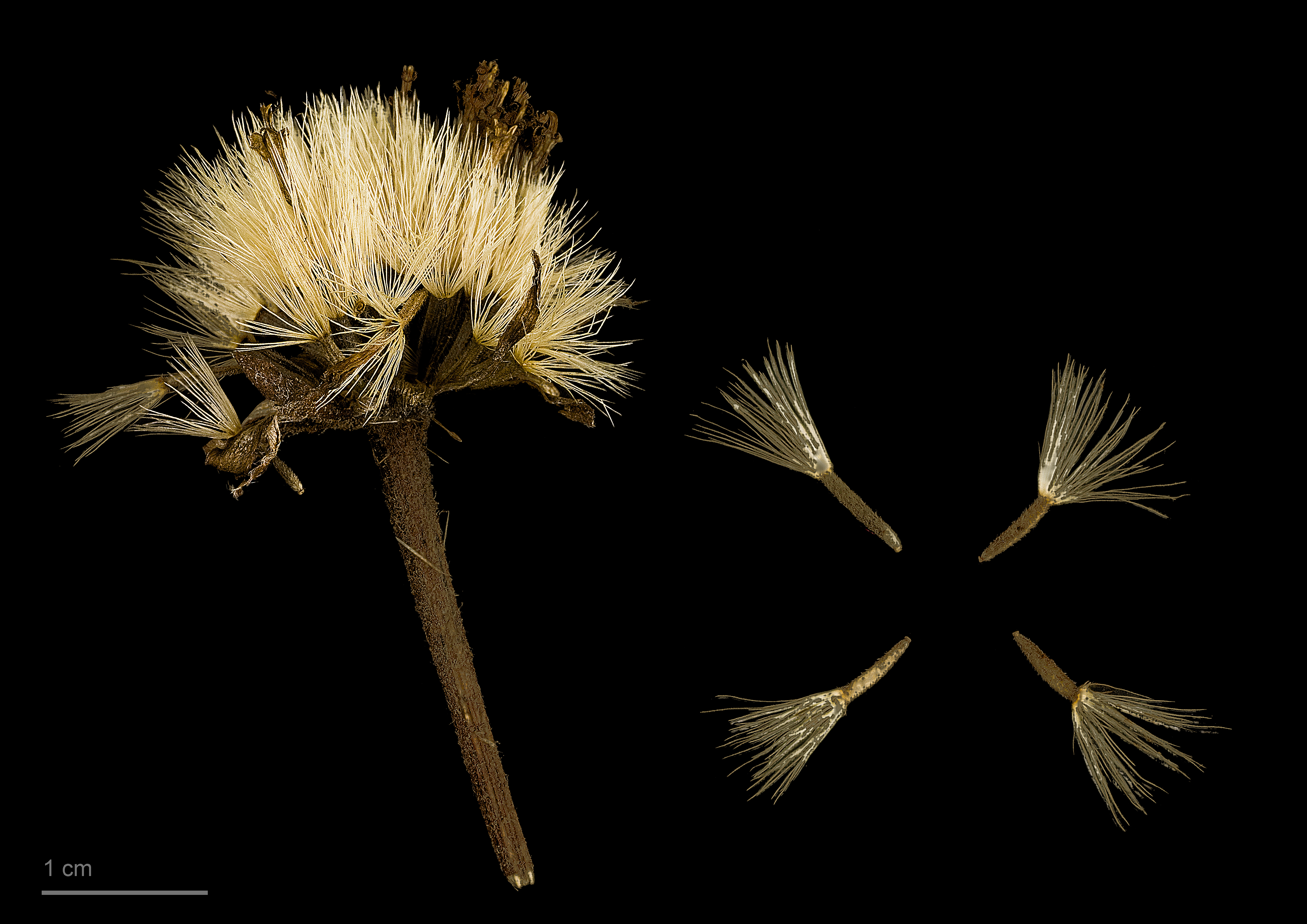
Owoce

Arnika górska, kupalnik górski (Arnica montana L.) – gatunek rośliny z rodziny astrowatych. Występuje w Europie, głównie na obszarach górskich. Jest rośliną leczniczą.

## Rozmieszczenie geograficzne
Występuje na terenach górskich i podgórskich Europy. W Polsce najliczniej występuje w Sudetach i na Pojezierzu Mazurskim, rzadziej, na rozproszonych stanowiskach na Dolnym Śląsku, Wyżynie Małopolskiej, w Górach Świętokrzyskich i w Bieszczadach Zachodnich, tutaj na 4 stanowiskach: Przełęcz Bukowska, pod Haliczem, na Opołonku i w Siankach. W 2004 r. stwierdzono występowanie arniki górskiej na wysokości 1616 m na stokach Babiej Góry, na polance, na której dawniej istniało Schronisko na Babiej Górze niemieckiej organizacji turystycznej Beskidenverein. Jest to stanowisko prawdopodobnie antropogenicznego pochodzenia.

## Morfologia
ŁodygaZielona, gruczołowato owłosiona, prosta, osiąga 20–60 cm wysokości, wyrasta z krótkiego, poziomo rosnącego kłącza, zwieńczona na szczycie 1–5 koszyczkami.
LiścieCałobrzegie lub ząbkowane, żółtawozielone. Liście odziomkowe zebrane w rozetę, płasko rozpostartą na ziemi. Ich blaszki są odwrotnie jajowate i wydłużone, dość grube, bez ogonków. Liście łodygowe są mniejsze (maleją ku górze), zebrane w 1–3 pary, naprzeciwległe, trochę lepkie, siedzące, obejmujące łodygę.
KwiatyKoszyczek kwiatowy po rozpostarciu ma średnicę około 20 mm i głębokość około 15 mm. Osadnik koszyczka składa się z 18–24 wydłużonych, lancetowatych okrywolistków o ostrym szczycie, ułożonych w 1 lub 2 rzędy. Są one długości około 8–10 mm, zielone i z widocznymi pod lupą na stronie zewnętrznej żółtawozielonymi włoskami. Pomarańczowożółta korona ma 7–10 równoległych nerwów i zakończona jest 3 małymi łatkami. Dno kwiatowe o średnicy około 6 mm jest wypukłe, dołeczkowane, pokryte włoskami. Na brzegu występuje około 20 kwiatów języczkowatych długości 20–30 mm. W części środkowej występują liczniejsze kwiaty rurkowate, długości 4–8 mm które są promieniste. Pręciki z wolnymi pylnikami są niecałkowicie wykształcone. Wąska, brunatna zalążnia posiada znamię podzielone na 2 części odgięte na zewnątrz. Krótka korona ma 5 odgiętych łatek, a 5 płodnych pręcików jest zrośniętych pylnikami.
OwoceNiełupki o długości 4–5 mm, zwężające się na obu końcach. Na szczycie z żółtawymi włoskami puchu kielichowego o długości ok. 8 mm.

## Biologia i ekologia
RozwójBylina, hemikryptofit. Okres kwitnienia: czerwiec – sierpień. Kwiaty zapylane są głównie przez błonkówki i motyle, ale czasami następuje samozapylenie. Rozmnaża się także wegetatywnie. Cała roślina jest trująca.
SiedliskoRoślina światłolubna, ale znosząca okresowe zacienienie. W górach rośnie w traworoślach z trzcinnikiem leśnym, na niżu na wrzosowiskach, łąkach, w murawach, na obrzeżach lasów i śródleśnych polanach. W klasyfikacji zbiorowisk roślinnych gatunek charakterystyczny dla rzędu (O.) Nardetalia.
GenetykaLiczba chromosomów 2n=38.

## Zagrożenia i ochrona
Roślina objęta ścisłą ochroną gatunkową. W Czerwonej liście roślin i grzybów Polski oraz Polskiej Czerwonej Księdze Roślin jest umieszczona w grupie gatunków narażonych na wyginięcie (kategoria zagrożenia VU).
Wprowadzenie w XVIII wieku arniki górskiej do aptek spowodowało wzrost jej popularności wśród zielarzy i aptekarzy. Prawdopodobnie niekontrolowany zbiór przyczynił się do jej przetrzebienia. W konsekwencji wzięto ją pod ścisłą ochronę. Obecnie surowiec zielarski pochodzi z upraw.

## Zastosowanie

### Roślina lecznicza
Własności lecznicze arniki znane były od bardzo dawna. O leczniczym zastosowaniu tej rośliny pisała żyjąca na przełomie XI i XII wieku Hildegarda z Bingen.
Surowiec zielarskiKwiat arniki (Arnicae flos) – wysuszone, całe lub częściowo rozpadnięte koszyczki o zawartości nie mniej niż 0,40% sumy laktonów seskwiterpenowych.
DziałanieZewnętrznie na krwiaki, stłuczenia, skręcenia, zwichnięcia, obrzęki pourazowe, oparzenia, ukąszenia owadów, dolegliwości reumatyczne, a także do płukania jamy ustnej. Koszyczki kwiatowe mają liczne substancje czynne o działaniu przeciwzapalnym, przeciwreumatycznym i antyseptycznym. Wewnętrznie w stanach zapalnych dróg moczowych, osłabieniu, zaburzeniach krążenia, zapaleniu żył, pękaniu naczyń krwionośnych, nadciśnieniu, zakrzepach naczyń krwionośnych, miażdżycy.
Zbiór i suszenieSurowiec zbiera się w początkowym okresie kwitnienia rośliny i suszy w warunkach naturalnych. Zbioru należy dokonać przy bezdeszczowej pogodzie.
PrzeciwwskazaniaNie należy stosować arniki wewnętrznie w ostrych nieżytach żołądka i jelit, po zawale serca i podczas leczenia niektórymi środkami nasennymi (strofantyna i wyciągi z naparstnicy). Przy użyciu zewnętrznym przeciwwskazaniem są otwarte rany, rozległe otarcia naskórka, zapalenie skóry oraz oparzenia III stopnia.

### Roślina kosmetyczna
- Wyciąg z arniki jest stosowany do produkcji niektórych kremów, płynów, maseczek i parówek do twarzy. Łagodzi podrażnienia, działa przeciwzapalnie, oczyszcza pory i zmiękcza skórę[18].
- Jest dodatkiem do niektórych płukanek, żeli i odżywek do włosów[18].
- Używana jako dodatek do płynów do kąpieli wzmacnia pękające naczyńka krwionośne, zmniejsza cellulit i łagodzi dermatozy[18].

### Roślina ozdobna
Uprawiana jest w ogródkach, głównie ze względu na swoje kwiatostany. Wymaga słonecznego stanowiska, próchnicznej i lekko kwaśnej gleby. Rozmnaża się przez podział rozrośniętych kęp lub przez nasiona. Wysiewa się je w marcu do skrzyneczek trzymanych w ogrzewanych i oświetlonych pomieszczeniach, w kwietniu sadzonki wysadza do gruntu.

## Udział w kulturze
- Dawniej w Bawarii, w wigilię św. Jana arnikę wtykano na brzegach pól w celu ochrony przed gradobiciem. Ustawiona w oknie miała chronić przed uderzeniem pioruna[18].

- Poczta Polska wyemitowała 14 czerwca 1967 r. znaczek pocztowy przedstawiający arnikę górską o nominale 40 gr, w serii Rośliny chronione. Autorem projektu znaczka był Andrzej Heidrich. Znaczek pozostawał w obiegu do 31 grudnia 1994 r.[19]